# Ufficio (diritto)
Ufficio (dal latino officium, 'dovere, carica, funzione', derivato a sua volta da opus, 'lavoro', e facĕre, 'fare') è usato, nel diritto, per indicare uno degli elementi nei quali si articola una struttura organizzativa di un ente.
In senso lato viene utilizzato invece munus, per indicare un particolare incarico amministrativo.

## Descrizione
Un ufficio è, in senso proprio, uno degli elementi nei quali si articola la struttura organizzativa di un ente, costituito da una o più persone e dotato di beni strumentali per lo svolgimento dei compiti assegnati dalla divisione del lavoro all'interno dell'ente. Si distinguono gli uffici privati da quelli pubblici, secondo che siano articolazioni di enti privati o pubblici.
Secondo le scienze organizzative, l'ufficio dovrebbe essere un elemento organizzativo caratterizzato dall'attribuzione di un solo ruolo, e per intero (ufficio in senso funzionale); tuttavia, se si considerano gli uffici così come configurati dalle norme giuridiche (uffici in senso giuridico), si trovano uffici con più ruoli, così come ruoli distribuiti su più uffici.

### Struttura e organizzazione
Come sì è detto, a ciascun ufficio sono assegnate una o più persone fisiche, gli addetti all'ufficio, fra i quali il titolare dell'ufficio (o funzionario) assume una posizione di preminenza (si dice, infatti, che è preposto all'ufficio), essendo responsabile dell'unità organizzativa e dirigendone il lavoro.
Oltre agli uffici che hanno quale titolare una sola persona fisica, detti monocratici, ve ne sono altri, detti collegiali (di solito denominati consiglio, comitato, commissione, assemblea, giunta ecc.), il cui titolare non è una sola persona fisica ma una pluralità di persone fisiche che formano un collegio, ossia che concorrono all'attività dell'ufficio partecipando alla formazione di atti unitari (le deliberazioni) attribuiti al collegio come tale e non ai singoli componenti (i membri del collegio).
Più uffici possono essere aggregati per costituire un ufficio complesso che sarà quindi articolabile in una pluralità di uffici (monocratici, collegiali o, a loro volta, complessi); di contro, un ufficio semplice, sia esso monocratico o collegiale, non è ulteriormente articolabile. Esempi di uffici complessi sono un dicastero o il governo. Quest'ultimo, ad esempio, in un sistema parlamentare si articola in una pluralità di uffici monocratici (come il capo del governo e i singoli ministri) e collegiali (come il gabinetto o consiglio dei ministri).
La titolarità dell'ufficio può essere attribuita con varie modalità: nomina, elezione, cooptazione, successione, sorteggio ecc. Varie sono anche le possibili cause della sua perdita: dimissioni da parte dello stesso titolare, revoca da parte del soggetto che l'aveva eletto o nominato, rimozione da parte di un'autorità di controllo ecc. Se la titolarità è attribuita per un periodo di tempo determinato, come avviene di solito per i funzionari onorari, cessa con lo scadere del relativo termine. Tuttavia, per garantire la continuità di funzionamento dell'ufficio, può essere previsto che il titolare continui ad esercitare le sue funzioni anche dopo tale scadenza, in attesa della nomina o elezione del successore; si parla, in questo caso, di prorogatio.
Talvolta la titolarità di un ufficio comporta di diritto la titolarità di un altro ufficio; si parla in questi casi di unione reale tra gli uffici (un esempio è rappresentato dal sindaco italiano che è al contempo organo del comune ed ufficiale del Governo, ossia organo dello Stato). In altri casi, al contrario, la titolarità di un ufficio esclude quella di un altro; si parla, allora, di incompatibilità.
Tra la persona giuridica e le persone fisiche addette ai suoi uffici s'instaura un rapporto di servizio, rapporto giuridico che nasce con l'incardinamento della persona fisica nell'ufficio e comporta l'obbligo per la stessa di prestare la propria attività lavorativa a favore della persona giuridica, alla quale spetta il corrispondente diritto soggettivo. Il rapporto di servizio assume spesso la veste di rapporto di lavoro subordinato, ma vi sono anche casi in cui l'addetto presta il suo servizio a titolo non professionale (si parla, in questi casi, di funzionari onorari) o addirittura coattivo (si pensi al caso del servizio militare obbligatorio).

### Organi delle persone giuridiche
Fra gli uffici delle persone giuridiche spiccano gli organi che compiono atti giuridici imputati, unitamente ai loro effetti, alla persona giuridica, come fossero stati compiuti dalla stessa, sicché si dice che tra questa e l'organo intercorre una relazione di immedesimazione organica, distinta dal rapporto di servizio anche perché, a differenza di questo, non è un vero e proprio rapporto giuridico tra due distinti soggetti di diritto.

### Negli enti privi di personalità giuridica
Negli enti privi di personalità giuridica, secondo la prevalente dottrina, non esistono organi in senso proprio: infatti, gli uffici che agiscono per essi, sebbene spesso impropriamente denominati organi, non imputano all'ente gli atti giuridici compiuti e nemmeno i relativi effetti giuridici, che restano in capo alla o alle persone che hanno agito, ma solamente il risultato della loro attività (ossia gli effetti pratici della stessa, suscettibili, però, di valutazione giuridica). In questo caso, secondo una terminologia introdotta da Massimo Severo Giannini, invece che di organo si parla di officium (al plurale officia) o, anche, di ufficio oggettivo.

## Il concetto dimunus
Sempre secondo la terminologia introdotta da M.S. Giannini si parla di ufficio soggettivo o, con un termine tratto dal diritto canonico, munus (al plurale munera) quando una persona, solitamente fisica ma talvolta anche giuridica, è investita della cura di un interesse di un altro soggetto giuridico oppure di una collettività priva di ente esponenziale. Secondo che l'interesse sia pubblico o meno, si distinguerà il munus pubblico da quello privato.
Nel munus, a differenza dell'organo e dell'officium, non siamo di fronte ad un ufficio in senso proprio, perché non c'è l'inserimento nella struttura organizzativa di un ente che, come si è visto, può anche mancare, dato che il portatore dell'interesse può essere una persona fisica o una collettività priva di ente esponenziale e, quindi, di organizzazione. Come nel caso dell'officium, anche il titolare del munus non imputa al soggetto giuridico o alla collettività di cui cura gli interessi i propri atti giuridici, e nemmeno gli effetti degli stessi, ma si limita ad imputargli i risultati della propria attività. Tuttavia, il titolare del munus può imputare al soggetto di cui cura gli interessi anche gli effetti giuridici degli atti (non, comunque, gli atti stessi) se tra i due intercorre un rapporto di rappresentanza.
Il munus è storicamente la più antica modalità di esercizio dei pubblici poteri: si può, ad esempio, ricondurre ad esso l'ufficio esercitato dai magistrati delle polis greche o dell'Antica Roma (sebbene nel diritto romano il termine munus avesse un significato più limitato). Negli ordinamenti attuali, però, ha mantenuto un ruolo piuttosto limitato: lo si trova, per lo più, nel diritto privato (l'esempio tipico è il tutore di un minore o incapace) mentre nel diritto pubblico è confinato a casi di cura degli interessi diffusi o di esercizio privato di funzioni pubbliche. Tra questi ultimi, vanno ricordati quelli in cui è automaticamente correlato all'esercizio di determinate professioni: è il cosiddetto munus professionale, un tipico esempio del quale è offerto dal notaio.